# Бандтке, Ежи Самуэль
Ежи (Георг) Самуэль Бандтке (пол. Jerzy Samuel Bandtkie, нем. Georg Samuel Bandtke; 24 ноября 1768, Люблин — 11 июня 1835, Краков) — польский историк, библиограф, лексикограф, филолог немецкого происхождения. Брат Яна Винценты Бандтке. Инициатор создания Краковского научного общества. Считается основоположником польской библиографии.

## Биография
Учился в университетах Галле и Йене. С 1790 г. снова в Польше. В 1798—1810 гг. работал во Вроцлаве: преподавал в гимназии, был библиотекарем. В этот период печатал в периодике статьи по истории Польши, а также много работал как лексикограф: в частности, опубликовал «Новый карманный польско-немецко-французский словарь» (пол. Nowy słownik kieszonkowy polsko-niemiecko-francuski; 1805), «Объяснительный словарь польского и немецкого языка» (пол. Słownik dokładny języka polskiego i niemieckiego; 1806), «Польскую грамматику для немцев» (нем. Polnische Grammatik für Deutsche; 1808) и др.
Ежи Самуэль Бандтке был знаком с известным краковским антикваром и библиофилом Амброзием Грабовским, который по его совету собирал печатные издания, связанные с историей Польши и издавал многочисленные путеводители по Кракову.

## Научная деятельность
В 1811 г. приглашён в Краков библиотекарем библиотеки Краковского университета. Бандтке провёл большую работу по систематизации фонда библиотеки, и в 1812 г. благодаря его усилиям в библиотеку был открыт доступ широкой публике. Одновременно Бандтке защитил докторскую диссертацию «О первых краковских типографских инкунабулах» (лат. De primis Cracoviae in arte typographica incunabulis; 1811). Позднее Бандтке был избран профессором университета, с 1814 до 1817 гг. занимал должность декана филологического факультета. В 1819 г. был членом сената Краковской республики. Краковский период деятельности Бандтке отмечен, прежде всего, трудами по истории: популярном очерке «Деяния польского народа» (пол. Dzieje narodu polskiego; 1820), переведённом на русский и немецкий языки, и рядом работ по истории польской культуры, в том числе «Историей Библиотеки Ягеллонского университета» (пол. Historia Biblioteki Uniwersytetu Jagiellońskiego; 1821) и, в особенности, «Историей книгопечатания в Польском королевстве и Великом княжестве Литовском» (пол. Historia drukarń w Królestwie Polskim i Wielkim Księstwie Litewskim; 1826).
В числе его известных учеников был Адольф Антоний Мулковский.